# Brachystelma atacorense
Brachystelma atacorense là một loài thực vật có hoa trong họ La bố ma. Loài này được A.Chev. mô tả khoa học đầu tiên năm 1914.